# Copa de Egipto 2008-09
La Copa de Egipto 2008-09 de fútbol fue la edición número 78 del torneo, desde que este comenzara a disputarse en 1921. 
El ganador fue el Haras El Hodood, que derrotó al ENPPI Club en la tanda de penaltis (4-1), después de que el partido de la final acabase con empate a 0 (al finalizar la prórroga 1-1).

## Rondas previas
Hubo tres primeras rondas preliminares y una ronda de dieciseisavos de final.

## Octavos de final
|                  | Resultado       |                            |
| ---------------- | --------------- | -------------------------- |
| El Mansoura SC   | 0-0 (pen. 5-4 ) | Telephonaat Bani Suweif FC |
| ENPPI Club       | 2-0             | El Gouna                   |
| Haras El Hodood  | 1-0             | Al-Ahly                    |
| Asyut Petroleum  | 0-0 (pen. 5-4 ) | Ittihad El-Shorta          |
| Masr El-Maqasa   | 1-2             | Tersana SC                 |
| El-Olympi        | 3-1             | Al Dakhleya                |
| Petrojet         | 2-1 (Prórroga)  | Talaee El Geish            |
| Ghazl El-Mehalla | 1-3 (Prórroga)  | El-Masry                   |

## Cuartos de final
|  | Petrojet                               | 3–2 | El Mansoura SC                       |  |  |
|  | Alsayed hamdy 23' 63' · Eric Bekoe 56' |     | Abu mahdy 80' · Mohamad EL-Morsi 88' |  |  |

|  | El-Masry                | 1–3 (Prórroga) | Haras El Hodood                 |  |  |
|  | wajeah abd elazziem 93' |                | Ahmed Abd El Ghani 32' 96' 101' |  |  |

|  | ENPPI Club                                  | 2–2 (5-3 pen.) | Tersana SC                     |  |  |
|  | Ahmad Abdel Raof 8' · Adel Mustafa(p.) 105' |                | Aahed Abdel Majeed 84' 96'(p.) |  |  |

|  | El-Olympi | 0–2 | Asyut Petroleum                       |  |  |
|  |           |     | Mohamad Ali 46' · Samir sabry 78'(p.) |  |  |

## Semifinales
|  | ENPPI Club                                 | 3–1 | Haras El Hodood |  |  |
|  | Adel Mustafa (p.) 25' · Ahmad Raof 74' 89' |     | Eric Bekoe 20'  |  |  |

|  | Asyut Petroleum   | 1–2 | Haras El Hodood                               |  |  |
|  | Samy abu zaid 84' |     | Ahmedayed Abdelmalek 22' · Mohammad Mekky 84' |  |  |

## Final
| 16:00 | ENPPI Club            | 1–1 (1-4 pen.) | Haras El Hodood |  |  |
|       | Ahmad Abdel Raof 105' |                | Ahmad Mouky 94' |  |  |